# Liste der Biografien/Bor
Liste der Biografien |
Portal Biografien |
Personensuche
# |
A |
B |
C |
D |
E |
F |
G |
H |
I |
J |
K |
L |
M |
N |
O |
P |
Q |
R |
S |
T |
U |
V |
W |
X |
Y |
Z |
?
 
Ba |
Be |
Bd |
Bg |
Bh |
Bi |
Bj |
Bl |
Bm |
Bn |
Bo |
Br |
Bs |
Bu |
Bw |
By |
Bz
 
Boa–Boc |
Bod |
Boe |
Bof |
Bog |
Boh |
Boi–Bok |
Bol |
Bom |
Bon |
Boo |
Bop |
Boq |
Bor |
Bos |
Bot |
Bou |
Bov–Boz
 
Bora |
Borb |
Borc |
Bord |
Bore |
Borg |
Borh |
Bori |
Borj |
Bork |
Borl |
Borm |
Born |
Boro |
Borq |
Borr |
Bors |
Bort |
Boru |
Borv |
Borw |
Bory |
Borz
Die Liste der Biografien führt alle Personen auf, die in der deutschsprachigen Wikipedia einen Artikel haben. Dieses ist eine Teilliste mit 16 Einträgen von Personen, deren Namen mit den Buchstaben „Bor“ beginnt.

## Bor
- Bör, Andrea (* 1970), deutsche Elektroingenieurin
- Bor, Barna (* 1986), ungarischer Judoka
- Bor, Deborah, niederländische Schauspielerin
- Bor, Elizabeth, niederländische Schauspielerin
- Bor, Emmanuel (* 1988), kenianisch-US-amerikanischer Hindernisläufer
- Bor, Hillary (* 1989), kenianisch-US-amerikanischer Hindernisläufer
- Bor, Jarno (* 1976), niederländischer Skispringer
- Bor, Josef (1906–1979), tschechischer Jurist und Schriftsteller
- Bor, Matej (1913–1993), slowenischer Dichter, Journalist und Partisan
- Bor, Milan (1936–1998), tschechisch-deutscher Tontechniker
- Bor, Modesta (1926–1998), venezolanische Komponistin
- Bor, Nathan (1913–1972), US-amerikanischer Boxer
- Bor, Noah (* 1977), kenianischer Marathonläufer
- Bor, Norman (1893–1972), irischer Botaniker
- Bor, Pieter Christiaenszoon (1559–1635), niederländischer Geschichtsforscher
- Bor, Simon Kipruto (* 1969), kenianischer Marathonläufer